# Врона, Иван Иванович
Ива́н Ива́нович Вро́на (17 сентября 1887, Отроч, Люблинская губерния — 5 января 1970, Киев) — русский и советский искусствовед, критик и художник, кандидат искусствоведения (с 1951). Член Союза художников СССР. Ректор Киевского художественного института (1924—1930 гг.)

## Биография
Родился 17 (29 сентября) 1887 в селе Отрочь Люблинской губернии. В 1914 году окончил юридический факультет Московского университета. В 1912—1914 годах учился в художественной студии К. Юона в Москве, а в 1918—1920 годах в Украинской академии искусств в Киеве. В 1918 году в составе группы учеников мастерской М. Бойчука участвовал в росписях Луцких казарм.
Член КПСС с 1920 года. С В 1924 по 1930 год был ректором Киевского художественного института. Одновременно, с 1925 по 1931 год работал директором «Музея искусств ВУАН» (ныне Музей искусств имени Богдана и Варвары Ханенко). В 1920-х годах был действительным членом Социологической комиссии ВУАН и сотрудником научно-исследовательской кафедры марксизма-ленинизма при ВУАН, а также научно-исследовательской кафедры искусствоведения. В 1926—1930 годах — председатель Высшего кинорепертуарной комиссии при Наркомпросе УССР. В 1930—1932 годах заведовал Киевским филиалом Государственного издательства Украины.
В 1933 году был репрессирован и на два года послан в лагерь на Дальнем Востоке. С 1944 по 1952 год работал начальником сектора, а затем (с 1956 по 1970 год) заведующим сектором Института теории и истории архитектуры Академии архитектуры УССР.
С 1944 по 1952 год — начальник сектора, а в 1956—1970 годах — заведующий сектором Института теории и истории архитектуры Академии архитектуры УССР. Реабилитирован в 1943 и 1958 годах.
22 ноября 1967 года в Киевском художественном институте состоялся вечер, посвященный 80-летию Ивана Вроны. С докладом выступил П. Белецкий.
Портреты Врони написали маслом Д. Шавыкин (1956) и В. Касиян (1968).
Через три года И. Врона скончался в Киеве, где и был похоронен.

## Публикации
- Трохименко К. Д. Нарис про життя і творчість. К., 1957;
- Михайло Гордійович Дерегус: Нарис про життя і творчість. К., 1958;
- Українська радянська графіка. К., 1958;
- Анатоль Петрицький. Альбом. І. І. Врона: Життя і творчість А. Г. Петрицького.